# Рачинський Яків Андрійович
Яків Андрійович Рачинський (рос. Яков Андреевич Рачинский; 31 січня 1980, м. Куйбишев, СРСР) — російський хокеїст, нападник. Виступає за «Лада» (Тольятті) у Вищій хокейній лізі. Майстер спорту.
Вихованець хокейної школи «Лада» (Тольятті). Виступав за: ХК «Воронеж», ЦСК ВВС (Самара), «Лада» (Тольятті), «Амур» (Хабаровськ), «Нафтовик» (Леніногорськ), «Молот-Прикам'я» (Перм).
Досягнення
- Бронзовий призер чемпіонату Росії (2004)
- Володар Континентального кубка (2006).